# 德方济
德方济（Saint Fr. Francisco Serrano Frías，O.P.1695年12月4日—1748年10月25日）道明会会士、天主教福建宗座代牧（1747-1748）。
1695年12月4日，德方济出生于西班牙格拉纳达省的韦内哈。1745年9月22日（23岁），晋升福建助理宗座代牧，领Tipasa主教衔。1747年5月26日（38岁）白多祿主教殉道后接任福建宗座代牧。
1748年10月25日，德方济在福州殉道，享年52岁。1893年5月14日列福，2000年10月1日封圣。